# Skałka przy Mostku

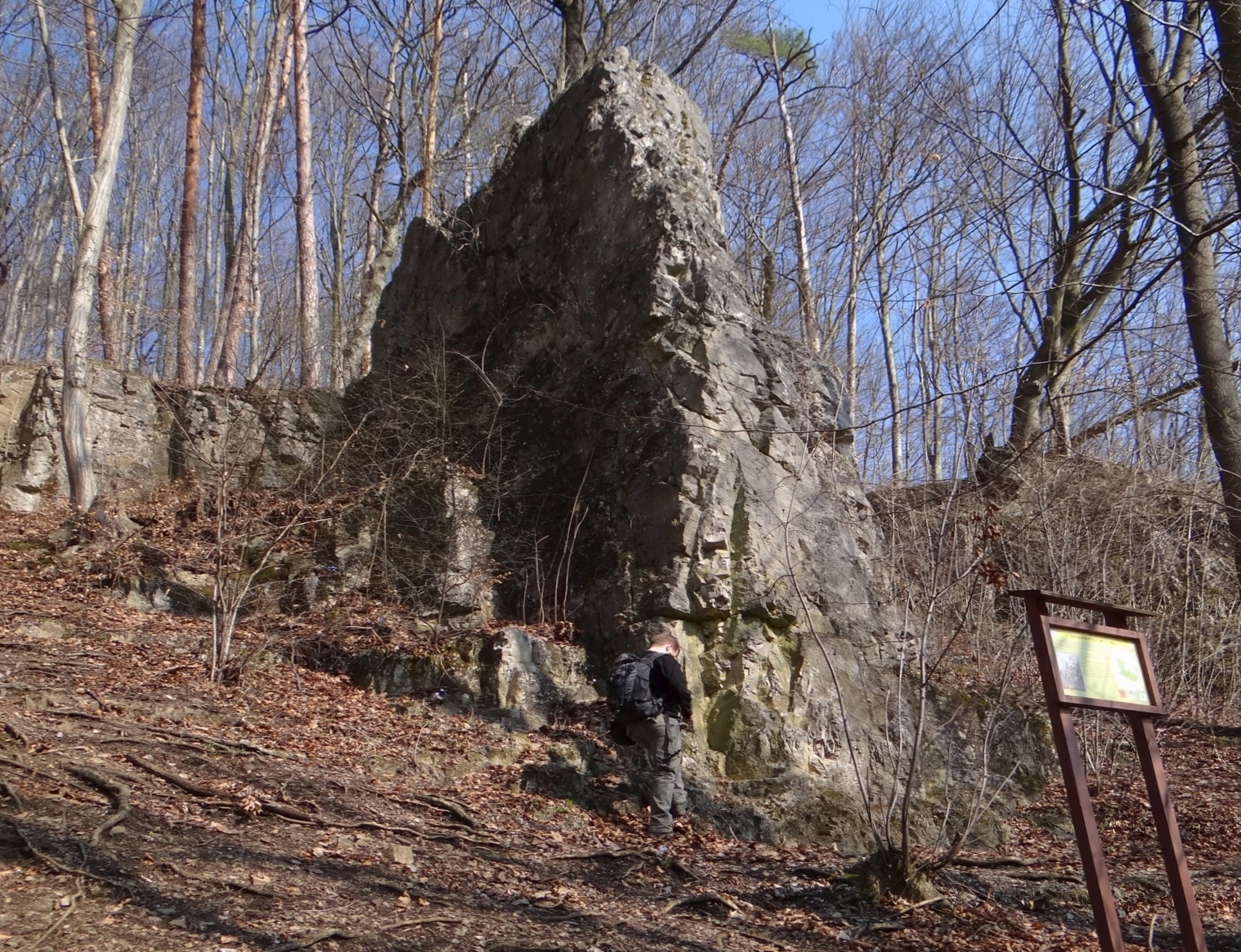

Skałka przy Mostku – wapienna skała w miejscowości Dubie w województwie małopolskim, w powiecie krakowskim, w gminie Krzeszowice. Pod względem geograficznym jest to obszar Wyżyny Olkuskiej będącej częścią Wyżyny Krakowsko-Częstochowskiej.
Skałka przy Mostku znajduje się w dolnej części lewych zboczy doliny, tuż powyżej asfaltowej drogi do leśnego parkingu poniżej Kopalni Odkrywkowej Dolomitu Dubie. Zbudowana jest z gruboziarnistych wapieni detrytycznych zaliczanych do serii stromatolitowej. Powstawały one na dnie płytkiego morza na przełomie karbonu i permu i zawierają skamieniałości gąbek pospolitych, ramienionogów, i koralowców. W dolinie Racławki jest to najlepsze odsłonięcie tego typu wapieni.
Znajduje się w obrębie rezerwatu przyrody Dolina Racławki. Zamontowano przy niej tablicę nr 8 geologicznej ścieżki edukacyjnej.

## Szlaki turystyczne
żółta, geologiczna ścieżka edukacyjna w postaci zamkniętej pętli. Od parkingu w Dubiu Wąwozem Żarskim do Doliny Szklarki i z powrotem (inną trasą). 8 przystanków.